# Vergiss-Marge-Nicht
Vergiss-Marge-Nicht ist eine Episode der Zeichentrickserie Die Simpsons aus dem Jahr 2007, die als beste Zeichentricksendung des Jahres mit dem Emmy 2008 ausgezeichnet wurde. Die Folge mit dem Originaltitel Eternal Moonshine of the Simpson Mind ist die neunte Episode der 19. Staffel und damit die insgesamt 409. Episode der Simpsons.

## Handlung
Nach einer anscheinend durchzechten Nacht wacht Homer im Schnee auf. Als er um sechs Uhr morgens nach Hause kommt, ist seine Familie verschwunden. Da er sich nicht mehr an die Geschehnisse des vorherigen Abends erinnern kann, sucht er bei Bekannten nach Indizien. Er erfährt, dass Chief Wiggum wegen Ruhestörung zum Haus der Simpsons gerufen wurde und dort bemerkt, dass Marge ein blaues Auge hat. Bei Homer kommt der Verdacht auf, dass er seine Frau geschlagen hat und die Erinnerungen an den Abend deshalb durch die Einnahme eines Spezial-Cocktails „Vergiss-es-Surprise“ von Moe auch vergessen wollte.
Per Erfindung von Professor Frink reist Homer in seine Erinnerungen. Er erwischt Marge mit Duffman auf dem Sofa und befürchtet eine Affäre. Verzweifelt möchte er sich deshalb von einer Brücke stürzen und umbringen, entscheidet sich aber um. Patty und Selma schubsen ihn daraufhin hinunter und Homer sieht sein gesamtes Leben noch einmal im Rückblick. Dabei klärt sich auf, dass Marge und Duff-Man am vorherigen Abend nur eine Überraschungsparty für Homer geplant hatten. Um seiner Frau die Überraschung nicht zu verderben, trank er den Vergessens-Cocktail.
Glücklicherweise hatte Homer zuvor schon eine Fehlinterpretation der Geschehnisse befürchtet und Lenny deshalb eine Hüpfburg auf dem Party-Schiff aufstellen lassen. Auf dieser landet er schließlich tatsächlich und die Party ist ein voller Erfolg.

## Anspielungen
Der Episoden-Titel Vergiss-Marge-Nicht und die Handlung verweisen auf den US-amerikanischen Film Vergiss mein nicht! (Originaltitel: Eternal Sunshine of the Spotless Mind), bei dem es auch darum geht, unliebsame Erinnerungen zu löschen. Allerdings werden am Ende sowohl in der Simpsons-Episode als auch im Film die Erinnerungen wieder hergestellt und die Liebespaare finden wieder zueinander.
Zu Beginn der Episode findet sich eine Anspielung auf die Säbelzahnratte Scrat aus dem Film Ice Age, bei dem Versuch eine Eichel von einem Baum zu pflücken.
Homers Erinnerungen an sein bisheriges Leben kurz vor seinem vermeintlichen Tod werden so dargestellt wie Noah Kalina in seinem Video Everyday, für das sich Kalina sechs Jahre lang jeden Tag fotografierte. Da Kalinas Video besonders bei YouTube erfolgreich war, wird Homers Erinnerung ebenfalls als YouTube-Video dargestellt.
Das Ende der Episode parodiert das Ende des Films The Game mit Michael Douglas.

## Rezeption

### Einschaltquoten
Die US-amerikanische Erstausstrahlung am 16. Dezember 2007 sahen bei FOX 10,15 Millionen Zuschauer. Damit lag der Marktanteil bei 12 Prozent. In Deutschland verfolgten 2,27 Millionen Zuschauer die Premiere bei ProSieben am 1. Dezember 2008. Das entsprach einem Marktanteil von etwa sieben Prozent, in der Zielgruppe der 14- bis 49-Jährigen lag der Wert bei gut 15 Prozent.

### Kritik
Die Folge erhielt zumeist gute Kritiken und Lob von den Zuschauern. Robert Canning vom Internetdienst IGN lobte die Folge als „pfiffig, lustig und optisch bezaubernd“. Insgesamt bewertete er die Episode mit 8,8 von 10 möglichen Punkten.

### Musik
Das Stück, bei dem Homer von der Brücke stürzt und seine Erinnerungen durchlebt, ist Everyday von Carly Comando.
Während Homer in Moes Bar in den Rausch des Drinks gelangt, läuft Charles Camille Saint-Saëns Aquarium aus Karneval der Tiere.

### Auszeichnungen
Bei der Primetime-Emmy-Verleihung 2008 setzte sich die Simpsons-Folge Eternal Moonshine of the Simpson Mind in der Kategorie Beste Zeichentricksendung (kürzer als eine Stunde) gegen die weiteren nominierten Episoden der Serien Creature Comforts America (Episode Don’t Choke To Death, Please), King of the Hill (Death Picks Cotton), Robot Chicken (Robot Chicken: Star Wars) und SpongeBob Schwammkopf (Inmates of Summer/Two Faces of Squidward) durch.